# Millettia semseii
Espèce
Statut de conservation UICN

 VU B1+2b : Vulnérable
Millettia semseii est une espèce de plantes à fleurs de la famille des Fabaceae.

## Publication originale
- Kew Bulletin 15(1): 26–27. 1961.